# Rugby Union in Südafrika

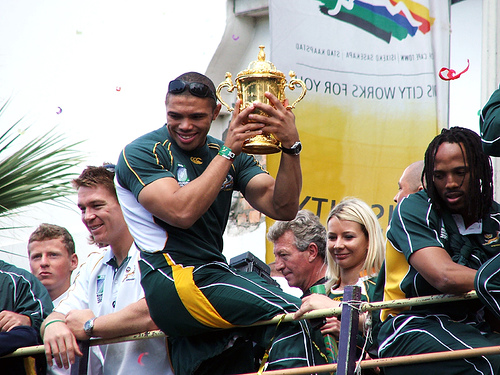
Bryan Habana mit dem Webb Ellis Cup nach dem südafrikanischen Sieg bei der WM 2007

Rugby Union ist neben Fußball und Cricket die beliebteste Sportart in Südafrika. Die südafrikanische Nationalmannschaft, „Springboks“, „Springbokke“ oder „amaBokoboko“ genannt, gehört zu den besten der Welt und hat bislang viermal die Weltmeisterschaft gewonnen. Der verantwortliche Verband ist South African Rugby Union (SARU).
Südafrika war bereits Gastgeber wichtiger Turniere wie der Rugby-Union-Weltmeisterschaft 1995.

## Geschichte

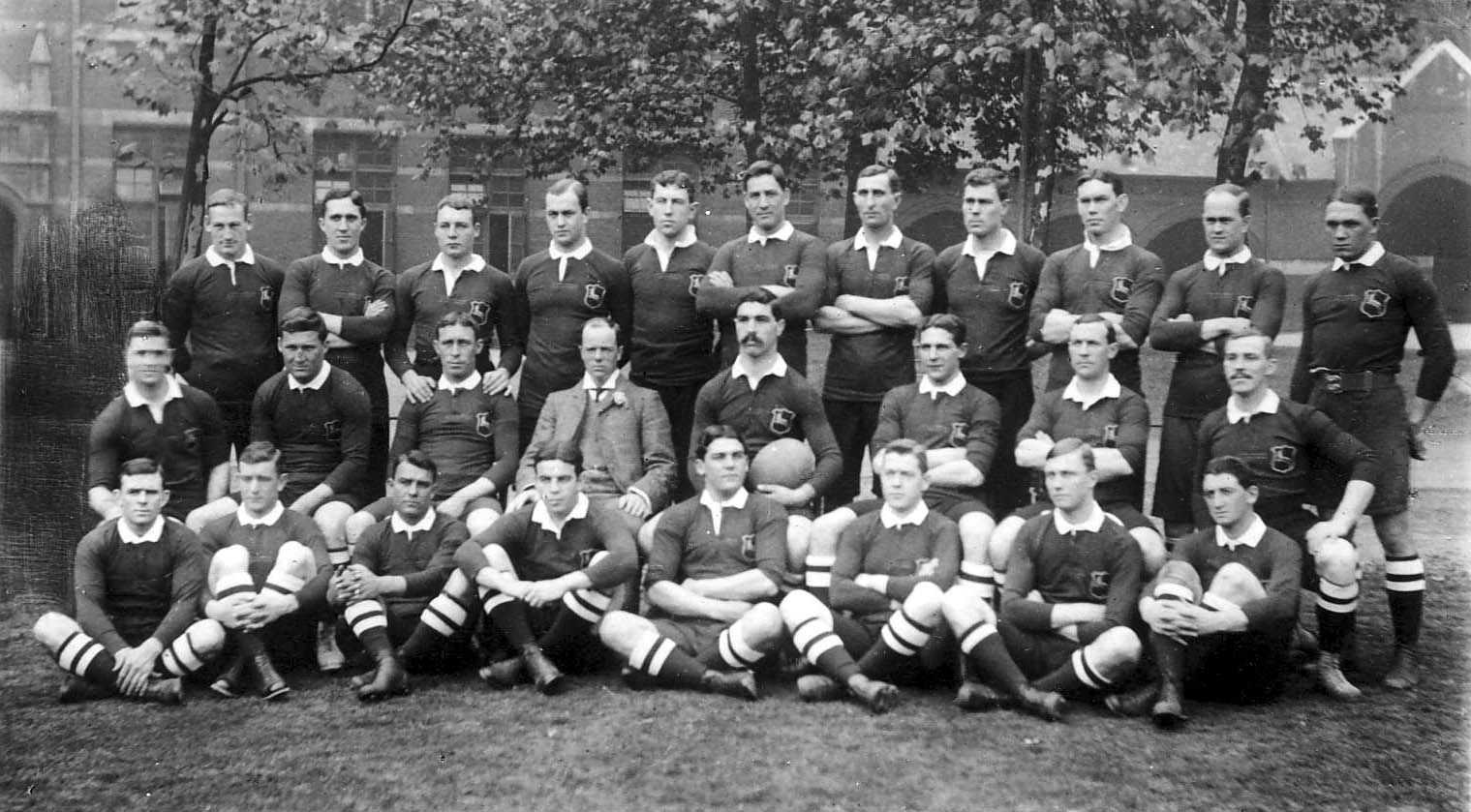
Die Springboks 1906

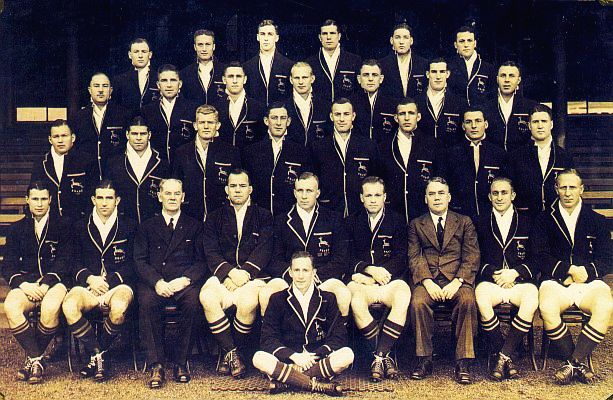
Die Springboks 1937

1861 brachte Canon Georgie Ogilvie den Winchesterfußball nach Kapstadt, wo er als Direktor des Diocesan College arbeitete. Diese Variation des Fußballs ähnelte dem heutigen Rugby und wird als Ursprung des Sports in Südafrika angesehen. Das erste Spiel wurde 1862 zwischen einer Armeeauswahl und einer Mannschaft bestehend aus Verwaltungsangestellten ausgetragen und endete 0:0. 1876 gründete sich der erste Rugbyclub des Landes und der Winchesterfußball spielte bald darauf keine Rolle mehr. Rasch breitete sich das Spiel von Kapstadt über die Provinzen Ostkap und Natal bis nach Johannesburg aus.
1883 gründete man die Western Province Rugby Football Union, den ersten regionalen Rugbyverband des Landes. Es folgten weitere, bis man 1889 so weit war, einen übergreifenden Landesverband namens South African Rugby Board ins Leben zu rufen. Im selben Jahr fand das erste landesweite Turnier zwischen einzelnen Provinzen statt. 1891 reiste eine südafrikanische Auswahl nach Großbritannien, um dort gegen die British and Irish Lions anzutreten. Dies war zugleich das erste offizielle Länderspiel.
Während des zweiten Burenkrieges trugen die Briten einige Spiele gegen Buren in den Gefängnissen aus, so dass Rugby in diesem Bevölkerungsteil zu einem populären Sport wurde. Auch in der „schwarzen“ Bevölkerung spielte der Sport eine wichtige Rolle. 1896 hatte man einen eigenen Verband gegründet, den South Africa Coloured Rugby Board. Die Spieler, die diesem Verband angehörten, durften nicht mit den „Weißen“ zusammenspielen und erhielten nur geringe finanzielle Unterstützung, um den Sport auszuüben. Noch vor der Errichtung der Apartheid 1948 sahen es einzelne Länder als notwendig an, Spieler mit „nicht-weißem“ Hintergrund von den Spielen gegen Südafrika fernzuhalten. Die All Blacks aus Neuseeland verzichteten unter anderem auf Spieler wie George Nepia.
Infolge der konsequenten Rassentrennung waren die „Springboks“ international isoliert und kamen so kaum zu Spielpraxis. Nach dem Aufstand in Soweto 1976 bereisten jedoch die Neuseeländer Südafrika, um gegen die Nationalmannschaft zu spielen. Es folgte der Boykott der 21. Olympischen Sommerspiele in Montréal durch 16 afrikanische Staaten. Im Jahr darauf unterzeichneten die Commonwealth-Staaten die Gleneagles-Vereinbarung, in der sie jeglichen sportlichen Kontakt mit Südafrika untersagten. Eine geplante Tour der „Springboks“ nach Frankreich wurde von der französischen Regierung unterbunden. 1981 ließ jedoch der neuseeländische Verband die Tour der Südafrikaner zu, der neuseeländische Premierminister Robert Muldoon schritt nicht ein. Infolge dieser Ereignisse verbannte das International Rugby Board (heute World Rugby) den südafrikanischen Verband von jeglichem Spielbetrieb bis zum Ende der Apartheid. 1992 nahm man Südafrika wieder in seine Reihen auf.
1995 durften die „Springboks“ erstmals an einer Weltmeisterschaft teilnehmen, gleichzeitig waren sie der Gastgeber. Es gelang dem Team gar den Titel zu gewinnen. Nelson Mandela übergab den Siegern den Webb Ellis Cup, was bis heute eines der symbolträchtigsten Ereignisse im Sport ist. Im Jahr 2006 feierte der Verband sein 100-jähriges Bestehen und stellte sein neues Logo vor. Im Jahr darauf konnte die Nationalmannschaft zum zweiten Mal Weltmeister werden. Mit dem Ende des Turniers übernahm Pieter de Villiers das Traineramt und wurde damit der erste „schwarze“ Nationaltrainer Südafrikas. Mittlerweile ist das Team eine multikulturelle Einheit, bestehend sowohl aus „weißen“ als auch „schwarzen“ Spielern. 2019, unter Rassie Erasmus, wurde Siya Kolisi der erste „schwarze“ Kapitän Südafrikas und führte die Springboks zu ihrem dritten Weltmeistertitel. 2023 verteidigten die Springboks mit Kolisi als Kapitän den Weltmeistertitel erfolgreich, und überholten damit den Rivalen Neuseeland.

## Wettbewerbe

Logo des Currie Cup

Die südafrikanischen Provinzen treten seit 1889 im Currie Cup gegeneinander an, den ältesten und wichtigen Ligatitel des Landes. Der Pokal ist nach Sir Donald Currie benannt, der Besitzer der Union-Castle Line war. Diese Reederei ermöglichte es den Briten, nach Südafrika zu reisen. Zunächst wurde die Trophäe der Mannschaft mit der besten Leistung und dem größten Sportsgeist übergeben, bis daraus ein kontinuierlicher Wettbewerb wurde.
Mit der Professionalisierung des Sports ging 1996 die Gründung der internationalen Liga Super 12 (später Super 14, Super Rugby) einher, eines Turniers zwischen neuseeländischen, australischen und südafrikanischen Franchises. Südafrika stellt derzeit fünf Teams. Es sind dies die Bulls, die Central Cheetahs, die Lions, die Sharks und die Stormers. Bislang konnten die Bulls einmal den Meistertitel gewinnen.

## Nationalmannschaft

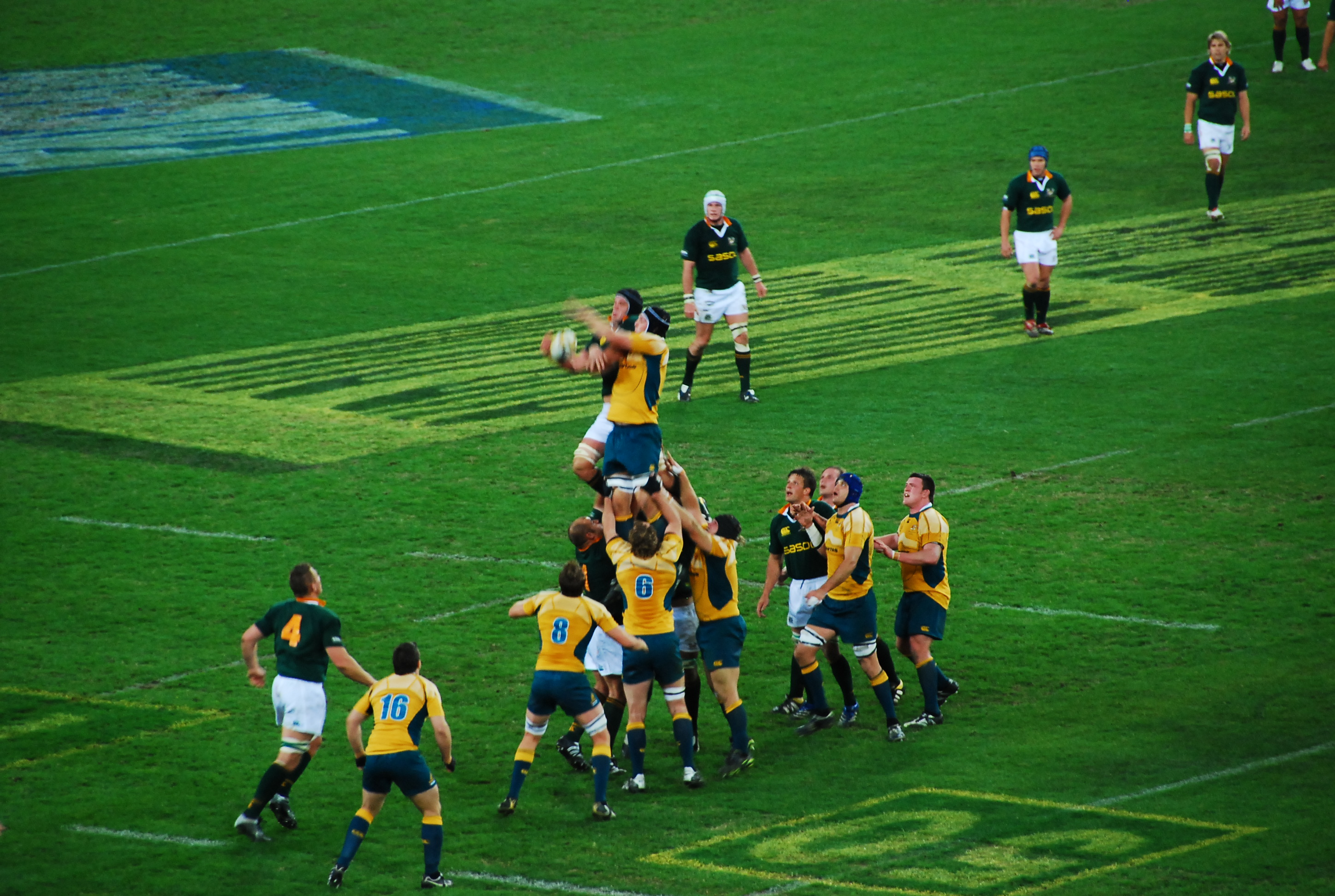
Südafrika gegen Australien bei den Tri Nations

Die südafrikanische Nationalmannschaft „Springboks“ hat viermal, 1995, 2007, 2019 und 2023, den Weltmeistertitel gewonnen. Von den Weltmeisterschaften 1987 und 1991 wurde man aufgrund der Apartheid ausgeschlossen. Neben den vier Titeln konnte Südafrika 1999 und 2015 das Spiel um Platz 3 für sich entscheiden.
Das Team tritt in gold-grünen Trikots an. Das erste offizielle Länderspiel bestritt man 1891 gegen die British and Irish Lions. Seit 1996 treten die „Springboks“ jährlich im Tri Nations gegen Australien und Neuseeland an; seit 2012 nimmt auch Argentinien an dem Turnier teil, das seitdem The Rugby Championship heißt. Bislang konnte Südafrika das Turnier vier Mal, 1998, 2004, 2009 und 2019, gewinnen. Besonders die Duelle mit Neuseeland sind für die Südafrikaner wichtig. Sie sind die einzige Nation, die annähernd eine ausgeglichene Bilanz gegen die All Blacks vorweisen kann. Im Rahmen der Rugby Championship spielt Südafrika gegen Australien um die Mandela Challenge Plate und gegen Neuseeland um den Freedom Cup. Außerdem spielt Südafrika gegen Wales um den Prince William Cup.